# Patalkot (Népal)
Patalkot (en népalais : पातलकोट) est un comité de développement villageois du Népal situé dans le district d'Achham. Au recensement de 2011, il comptait 2 825 habitants.